# Neuropharmacologie

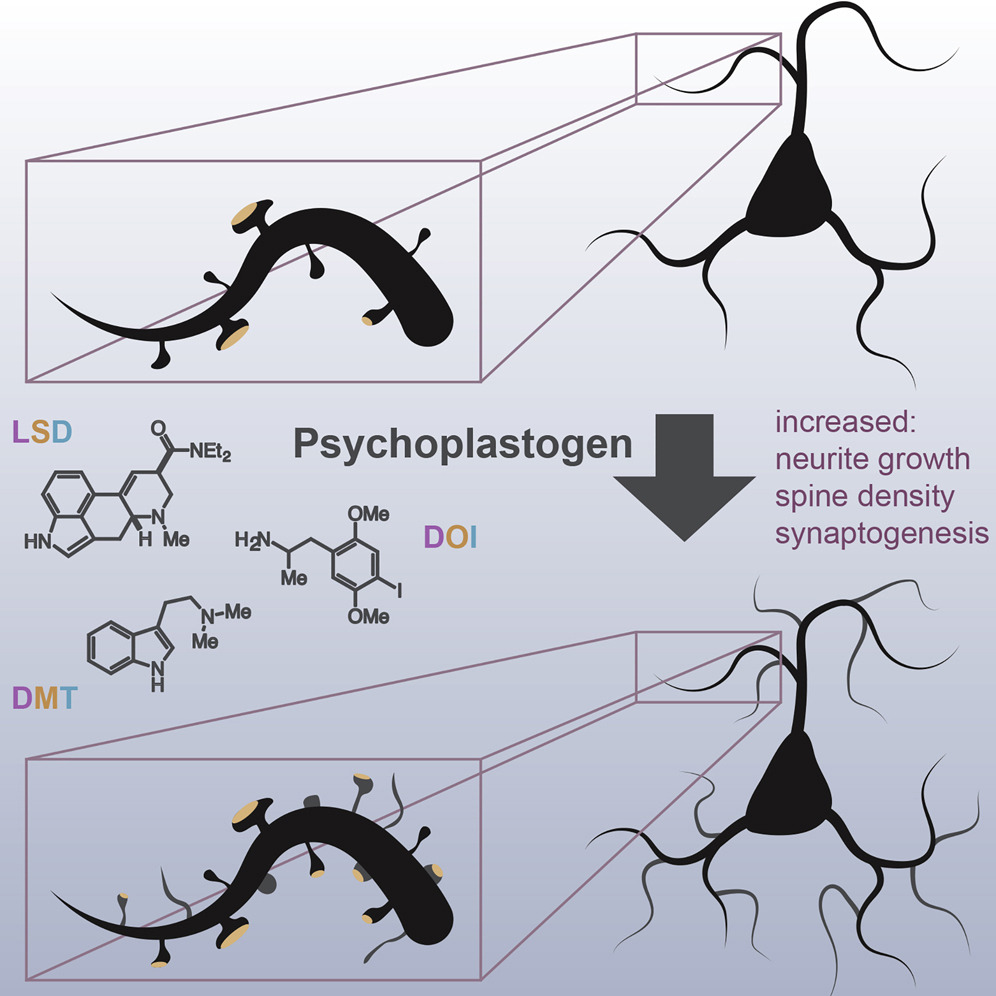
Effets des psychédéliques sur la plasticité cérébrale

La neuropharmacologie est la science qui étudie l'incidence des médicaments sur le système nerveux. 
Il existe deux branches de neuropharmacologie :  
- La neuropharmacologie comportementale étudie la façon dont les drogues (médicamenteuses ou récréatives) affectent le comportement humain (branche reliée à la neuropsychopharmacologie), incluant notamment les effets de la dépendance sur le cerveau humain ;
- La neuropharmacologie moléculaire concerne l'étude des neurones et de leurs interactions neurochimiques, dans le but de développer des médicaments pouvant avoir des effets bénéfiques sur leurs fonctions.

Ces deux pans de la neuropharmacologie sont étroitement connectés, puisqu'ils concernent tous les deux l'interaction de neurotransmetteurs, neuropeptides, neurohormones, neuromodulateurs, enzymes, seconds messagers, cotransporteurs, canaux ioniques et récepteurs protéiques entre eux, que ce soit dans le système nerveux périphérique ou central. En étudiant ces interactions complexes, les chercheurs développent des médicaments destinés à soigner ou à diminuer différentes maladies neurologiques, incluant la douleur, les maladies neurodégénératives comme la maladie de Parkinson, les désordres psychologiques, les addictions et bien d'autres…

## Histoire
La neuropharmacologie émerge progressivement au début du XXe siècle, bien que ses racines remontent à des pratiques médicinales anciennes impliquant des extraits de plantes psychoactives comme le pavot (opium) ou la mandragore.
Le tournant majeur intervient dans les années 1930-1950, avec les premières découvertes de neurotransmetteurs tels que l'acétylcholine et la noradrénaline. C’est Otto Loewi qui, en 1921, démontre expérimentalement l’existence de la transmission chimique dans le système nerveux autonome, en identifiant ce qu’il nomme le Vagusstoff, ultérieurement reconnu comme étant l’acétylcholine. Cette découverte lui valut le prix Nobel de médecine en 1936, partagé avec Sir Henry Dale, qui avait identifié l'acétylcholine en 1914.
La seconde moitié du XXe siècle marque l’explosion de la neuropharmacologie moderne, avec l’introduction des premiers médicaments psychotropes : la chlorpromazine, antipsychotique synthétisé en 1950, marque un jalon décisif dans le traitement de la schizophrénie. Peu après, les premiers antidépresseurs tricycliques et les inhibiteurs de la monoamine oxydase (IMAO) sont découverts dans les années 1950, en parallèle à la mise en évidence des rôles centraux de la sérotonine, de la dopamine et de la noradrénaline dans la régulation de l’humeur et des comportements.
Les années 1970-1980 voient l’essor des technologies de liaison radiomarquée, qui permettent d’identifier précisément les récepteurs cérébraux des neurotransmetteurs. Ces avancées mènent au développement ciblé de nouvelles classes de médicaments, tels que les benzodiazépines, les ISRS (comme la fluoxétine en 1987) ou les stabilisateurs de l’humeur.
Plus récemment, la neuropharmacologie s’est enrichie de contributions issues de la génétique, de l’imagerie cérébrale et de la pharmacologie computationnelle. Ces approches intégratives ouvrent la voie à une médecine de plus en plus personnalisée en psychiatrie et en neurologie.
La neuropharmacologie contemporaine explore aussi les psychédéliques (comme la psilocybine ou la kétamine) à des fins thérapeutiques encadrées, dans le cadre d’essais cliniques, ce qui marque un renouveau des paradigmes thérapeutiques en santé mentale.

## Bases de la neurotransmission[8],[9],[10]
La neurotransmission chimique s’opère par une série d’événements moléculaires finement régulés, permettant la communication entre neurones. Ce processus se décompose en différentes étapes : synthèse et stockage des neurotransmetteurs, libération dépendant du potentiel d’action, activation des récepteurs postsynaptiques et terminaison du signal.
1) Cycle vésiculaire et machinerie SNARE
Les neurotransmetteurs sont synthétisés au sein du neurone et stockés dans des vésicules synaptiques via des transporteurs spécifiques situés sur la membrane vésiculaire. Ensuite, les vésicules sont acheminées et ancrées au niveau de la zone active de la terminaison pré-synaptique : les complexes protéiques SNARE (Soluble N-ethylmaleimide-sensitive-factor Attachment protein REceptor) ancrent les vésicules et les préparent à la fusion.
2) Fusion Ca²+-dépendante et capteurs calciques
Le potentiel d’action qui atteint la terminaison axonale induit l’ouverture de canaux calciques voltage-dépendants, débouchant sur l’élévation brutale de la concentration intracellulaire de calcium. Ce dernier constitue un signal de déclenchement en se liant à des capteurs tel que la synaptotagmine, induisant la fusion des vésicules avec la membrane plasmique et entraînant la libération du contenu vésiculaire dans la fente synaptique.
3) Récepteurs post-synaptiques : ionotropes et métabotropes
Les neurotransmetteurs qui ont été libérés agissent sur deux types de récepteurs principaux situés sur la membrane post-synaptique :
- Les récepteurs ionotropes, qui sont des canaux ioniques activés directement par un neurotransmetteur. L’activation entraîne une entrée ou une sortie rapide d’ions et produit un potentiel post-synaptique instantané.
- Les récepteurs métabotropes, qui sont couplés à des protéines G. Leur activation induit des cascades de signalisation intracellulaire plus lentes mais prolongées, modulant l’excitabilité de la cellule neurale et d’autres propriétés cellulaires.

4) Terminaison du signal, recapture et dégradation
Une fois leur action terminée, les neurotransmetteurs sont retirés de la fente synaptique afin d’éviter toute stimulation trop prolongée. Cela se fait soit par recapture grâce à des transporteurs spécifiques situés sur la membrane pré-synaptique ou grâce aux cellules gliales, soit par une dégradation enzymatique.

## Étude de quelques grandes familles de canaux: aspects structuraux, physiologiques et pathophysiologiques
- Canaux potassiques
- canaux voltage-dépendent sodiques, calciques et chlorures : rôle dans le maintien du potentiel de repos et dans la genèse du potentiel d'action
- canaux (DEG-ENac, TRP, MIP)